# Tate Johnson
Tate Johnson (Tampa, 10 luglio 2005) è un calciatore statunitense, difensore del Vancouver Whitecaps.

## Carriera

### Club
Ha iniziato a giocare a calcio nel settore giovanile dell'Indiana Fire Academy, per poi proseguire con il Tampa Bay United con cui ha fatto il suo esordio in USL League Two il 19 giugno 2021 nell'incontro vinto 3-1 contro i The Villages. Nel 2022 ha firmato un contratto con i Tampa Bay Rowdies ed il 5 aprile ha debuttato a livello professionistico nell'incontro di US Open Cup vinto 6-0 sempre contro i The Villages. Nel febbraio del 2023 ha rinnovato il contratto con i gialloverdi ma dopo la prima parte di stagione ha firmato con i Crown Legacy FC dove ha giocato in MLS Next Pro fino a fine anno. Nel 2024 ha iniziato a frequentare la University of North Carolina dove ha giocato in NCAA con la selezione locale dei North Carolina Tar Heels, facendo anche qualche apparizione con i Tampa Bay United in quarta divisione.
Il 18 dicembre 2024 ha firmato un contratto con Generation Adidas per poter partecipare al SuperDraft MLS, dove è stato selezionato due giorni dopo dal Vancouver Whitecaps; il 5 marzo 2025 ha debuttato con la franchigia canadese nell'incontro di CONCACAF Champions Cup pareggiato 1-1 contro il Monterrey e quattro giorni dopo ha esordito in MLS contro il CF Montréal mettendo a segno il gol del definitivo 2-0.

### Nazionale
Ha giocato con la nazionale statunitense Under-20.

## Statistiche

### Presenze e reti nei club
Statistiche aggiornate al 28 giugno 2025.
| Stagione        | Squadra             | Campionato      | Campionato | Campionato | Coppe nazionali | Coppe nazionali | Coppe nazionali | Coppe continentali | Coppe continentali | Coppe continentali | Altre coppe | Altre coppe | Altre coppe | Totale | Totale | Totale |
| Stagione        | Squadra             | Comp            | Pres       | Reti       | Comp            | Pres            | Reti            | Comp               | Pres               | Reti               | Comp        | Pres        | Reti        | Pres   | Reti   |        |
| --------------- | ------------------- | --------------- | ---------- | ---------- | --------------- | --------------- | --------------- | ------------------ | ------------------ | ------------------ | ----------- | ----------- | ----------- | ------ | ------ | ------ |
| 2021            | Tampa Bay United    | USL2            | 1          | 0          | -               | -               | -               | -                  | -                  | -                  | -           | -           | -           | 1      | 0      |        |
| 2022            | Tampa Bay United    | USL2            | 1          | 0          | -               | -               | -               | -                  | -                  | -                  | -           | -           | -           | 1      | 0      |        |
| 2022            | Tampa Bay Rowdies   | USL             | 3          | 0          | USCup           | 1               | 0               | -                  | -                  | -                  | -           | -           | -           | 4      | 0      |        |
| 2023            | Tampa Bay Rowdies   | USL             | 4          | 0          | USCup           | 2               | 0               | -                  | -                  | -                  | -           | -           | -           | 6      | 0      |        |
| 2023            | Crown Legacy FC     | MNP             | 10         | 0          | -               | -               | -               | -                  | -                  | -                  | -           | -           | -           | 10     | 0      |        |
| 2024            | Tampa Bay United    | USL2            | 6          | 0          | -               | -               | -               | -                  | -                  | -                  | -           | -           | -           | 6      | 0      |        |
| 2025            | Vancouver Whitecaps | MLS             | 13         | 1          | CC              | 0               | 0               | CCC                | 6                  | 1                  | -           | -           | -           | 19     | 2      |        |
| Totale carriera | Totale carriera     | Totale carriera | 38         | 1          |                 | 3               | 0               |                    | 6                  | 1                  |             | -           | -           | 46     | 1      |        |